# Entrevue d'Erfurt
L'entrevue d'Erfurt ou congrès d'Erfurt  réunit  l'empereur Napoléon Ier  et le tsar de Russie  Alexandre Ier. Voulue par Napoléon,  elle se  tient en Saxe à Erfurt, du 27 septembre au 14 octobre 1808, dans le but de renforcer  l'alliance franco-russe conclue l'année précédente lors du traité de Tilsit, signé à la suite de la guerre menée par la Quatrième Coalition. 
Ce congrès sera un échec pour Napoléon, car le Tsar Alexandre Ier, aidé en sous-main par Talleyrand, ne cède en rien aux exigences de Napoléon.

## Le contexte
Les armées françaises, jusque-là au faîte de leur gloire, ont connu leur premier important revers en Espagne avec la capitulation du général Dupont à Bailén battu par les troupes espagnoles en juillet 1808. Napoléon veut régler lui-même le problème espagnol en emmenant une partie de la Grande Armée en Espagne, mais craint d’être attaqué à l’Est par l’Autriche qui renforce ses armées. Il souhaite donc que l’empereur de Russie s’implique fortement contre le réarmement et la politique de l’empire autrichien. 
Alexandre, qui a subi le traité de Tilsit, vient à Erfurt avec l’intention de  s’engager le moins possible. Il déclare à l’impératrice mère qui pense que l’entrevue est un piège pour la Russie : « Ayons l’air d’affermir l’alliance pour endormir l’allié. Gagnons du temps et préparons-nous. »

## Le lieu
Alexandre ayant paru désirer pour lieu de rendez-vous Weimar ou Erfurt, Napoléon choisit cette dernière ville, qui était encore tout entière à sa disposition, et il ordonna tous les préparatifs nécessaires pour que cette entrevue fût entourée de tout l’éclat possible.

## Les principaux intervenants

### Pour les Français
Pour le conseiller, Napoléon a appelé Talleyrand  bien que celui-ci  n’occupe plus de poste officiel, et soit en disgrâce. Le ministre des Relations extérieures est Jean-Baptiste de Nompère de Champagny et l’ambassadeur de France en Russie Armand de Caulaincourt. Fait unique dans les annales de la diplomatie, Talleyrand, par sa duplicité active, participe des deux côtés, russe comme français, le rôle de Champagny restant insignifiant.

### Pour les Russes
Alexandre part de Saint-Pétersbourg accompagné de son frère et de Nikolaï Roumiantsev, son ministre des affaires étrangères.

### Pour l’Autriche
Nicolas-Charles de Vincent, envoyé par Klemens Wenzel von Metternich est présent en tant qu'observateur, mais ne participe pas aux discussions.

## Le déroulement de la conférence

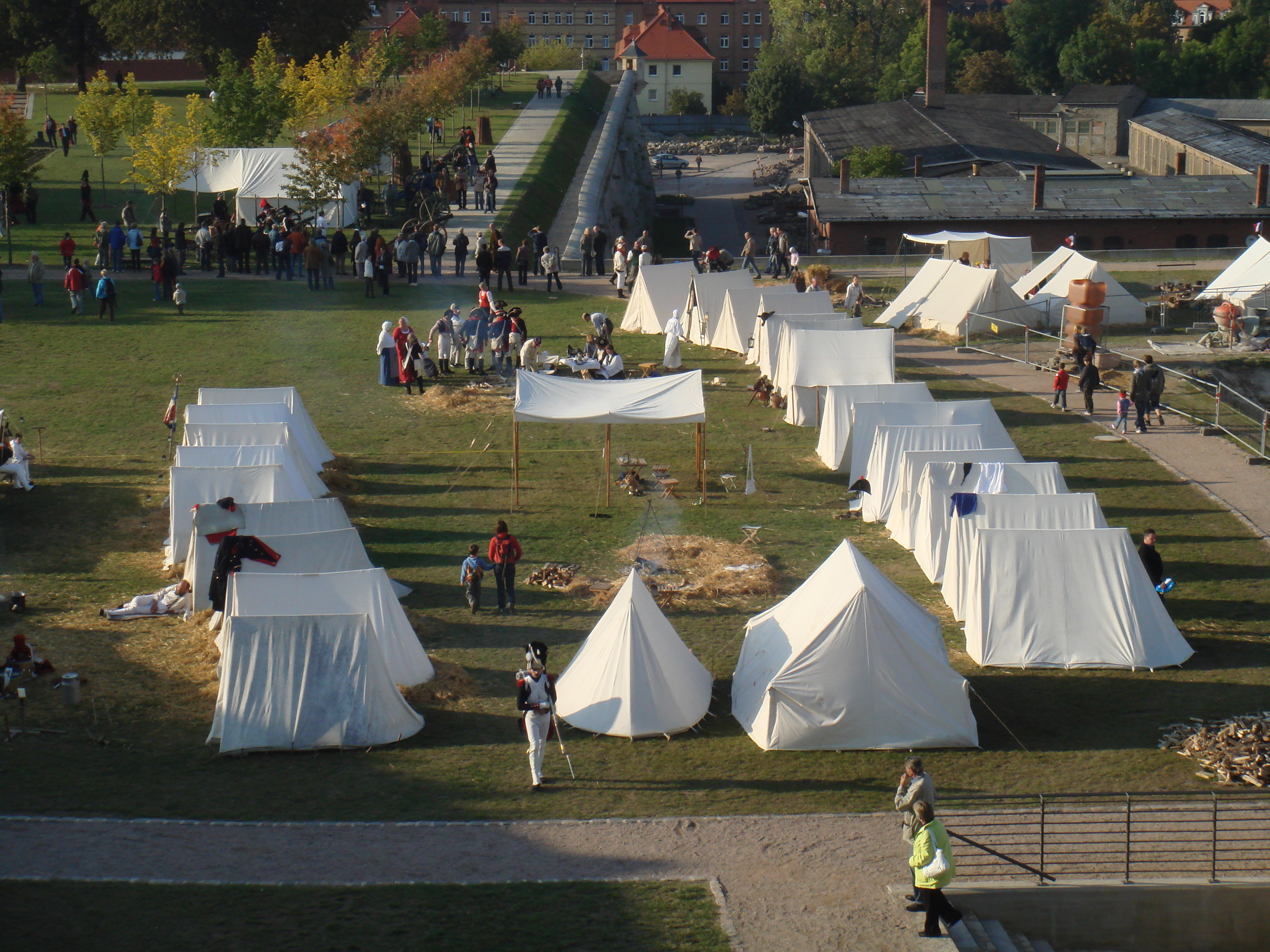
Camp de bivouac lors du anniversaire du Congrès d'Erfurt.

### Les fêtes
Napoléon souhaite éblouir son invité en organisant de somptueuses fêtes. Les meilleurs acteurs français tel Talma sont conviés et interprètent des chefs-d’œuvre du théâtre français comme Cinna. Bals et soupers se succèdent et une chasse est organisée sur le lieu même de la bataille d'Iéna.

### Les discussions politiques
Napoléon cherche à obtenir rapidement des résultats et propose d'entrée au tsar de lui laisser les mains libres dans les provinces danubiennes qu’il convoite, et l’assure de son engagement à ne pas rétablir le royaume de Pologne. Son but est de faire une solide alliance avec la Russie, ce qui permettrait aux deux pays de dominer le continent européen. Pour cela, l'empereur veut donc engager la Russie à déclarer la guerre à l’Autriche si celle-ci intervient contre la France. 
Ce qu’ignore Napoléon est que Talleyrand, qui s'est rapproché des diplomates étrangers, joue double jeu et informe Alexandre des intentions de l'empereur, lui donnant les  moyens de le contrer. Talleyrand, selon les mémoires de Metternich, aurait ainsi déclaré à Alexandre : « Sire, que venez-vous faire ici ? c’est à vous de sauver l’Europe et vous n’y parviendrez qu’en tenant tête à Napoléon ». Talleyrand, pro-autrichien, incite également Alexandre à rencontrer le diplomate autrichien le baron de Vincent pour le rassurer quant aux intentions de la Russie vis-à-vis de l'Autriche. 
Préparant son divorce avec l'impératrice Joséphine qui ne peut avoir d’enfant, Napoléon souhaite épouser une sœur du tsar, la grande duchesse Catherine, et demande à Talleyrand de sonder Alexandre sur le sujet, mais celui-ci reste évasif et ne donne pas de réponse.

## Signature du protocole
Le protocole secret signé le 12 octobre par les deux empereurs est un échec pour Napoléon. L’alliance réalisée à Tilsit est confirmée, mais Alexandre évite de s’engager fermement auprès de Napoléon dans un éventuel conflit contre l’Autriche.

## Conclusion
Le rôle joué par Talleyrand montre aux adversaires de Napoléon que l'Empire commence à se fissurer et que Napoléon n'a pas le soutien de tous les Français. Metternich écrit peu après : « nous sommes enfin arrivés à une époque où des alliés semblent s'offrir à nous à l'intérieur du Grand Empire ». Dans ses mémoires, Eugène François d'Arnauld, baron de Vitrolles, n'en reviendra pas de ce « chef d’œuvre de perfidie » en parlant de la duplicité de Talleyrand, qui a fait échouer la conférence en trahissant la confiance de Napoléon. Ce n’est qu’à Sainte-Hélène que Napoléon comprendra le rôle joué par Talleyrand.